# Akshay Kumar
Akshay Kumar (hindi: अक्षय कुमार), född Rajiv Hari Om Bhatia i Amritsar 9 september 1967, är en indisk skådespelare i Bollywood. Efter att ha varit aktiv inom Bollywoodindustrin i flera år, har han blivit en av Indiens mest kända skådespelare.